# 荒木博斗
荒木 博斗（あらき ひろと、2000年1月10日 - ）は、日本の子役である。
セントラル子供タレント所属。

## 出演

### テレビドラマ
- 銭湯の娘!? 第40話（2006年3月24日、TBS）男の子 役
- 土曜ワイド劇場 さくら署の女たち（2006年9月9日、テレビ朝日）倉崎修太 役
- DRAMA COMPLEX 愛と絆シリーズ第3弾「P・ハート〜子供嫌いの小児科医物語〜」（2006年9月19日、日本テレビ）子供 役
- 百鬼夜行抄 第4話（2007年2月24日、日本テレビ）律（幼少） 役
- 夢路 第7回（2007年5月27日、TBS）
- 受験の神様 第7話（2007年9月1日、日本テレビ）
- 炎神戦隊ゴーオンジャー 第39話（2008年11月9日、テレビ朝日）昭之助 役
- 小児救命 第8話（2008年12月11日、テレビ朝日）柾陽太 役
- 俺たちは天使だ! NO ANGEL NO LUCK 第6話（2009年8月5日、テレビ東京）マサル 役
- インディゴの夜（2010年2月、東海テレビ/フジテレビ）翔太の友人 役
- ハガネの女 season2 第5話（2011年5月19日、テレビ朝日）池田剛志 役

### CM
- 日本製粉
- ドラキッズ
- 日立製作所 エコキュート 「レポート」&オール電化篇
- 湖池屋 ポテトチップス
- 小学館 小学一年生
- 明治製菓 ココア
- NTT東日本
- 城南建設 住宅情報館
- JP郵便局 秋のありがとうフェア（2010年）息子 役

### 映画
- ゲゲゲの鬼太郎 千年呪い歌（2008年）三つ木霊 役
- 大決戦!超ウルトラ8兄弟（2008年）高山我夢 （幼少） 役